# Parafia św. Jakuba Apostoła w Coorparoo
Parafia św. Jakuba Apostoła w Coorparoo – parafia rzymskokatolicka, należąca do archidiecezji Brisbane.
Przy parafii funkcjonuje katolicka szkoła podstawowa św. Jakuba Apostoła.